# 國際海道測量組織
國際海道測量組織（英語：International Hydrographic Organization，简称IHO），又称国际水文组织，成立於1921年，前身是國際航道局。1967年在摩納哥召開的第九屆國際海道測量大會上制定了《國際海道測量組織公約》。
國際海道測量組織主要為協調各國海道測量部門之間的活動，統一海圖和航海文件。截至2023年，國際海道測量組織有100個會員國家和地區。

## 歷史
國際海道測量組織成立於 1921 年，前身為國際航道局。目前的名稱於 1970 年採用，作為當時成員國通過的新的 IHO 國際公約的一部分。而「國際航道局」則一直用於描述國際海道測量組織秘書處，直至2016年11月8日，《國際海道測量組織公約》的重大修訂生效。此後，國際航道局被稱為「國際海道測量組織秘書處」，由一名當選秘書長和兩名支援主任以及少量長期工作人員（2020 年為 18 名）組成，設在該組織位於摩納哥的總部。
19 世紀，許多海洋國家建立了水道測量辦公室，透過提供航海出版物、海圖和其他導航服務來改善海軍和商船的導航。海道測量程序圖表和出版物有很大差異。 1889年，國際海事會議在華盛頓召開，提議設立「常設國際委員會」。 1908年在聖彼得堡舉行的國際航海大會和1912年在聖彼得堡舉行的國際海事會議上也提出了類似的建議。
1919年，英國和法國國家水道測量師合作採取必要措施，召開了國際水道測量師會議。倫敦被選為最適合舉辦這次會議的地點，1919 年 7 月 24 日，第一屆國際會議開幕，來自 24 個國家的水文學家參加了會議。會議的目標是「考慮所有海洋國家在準備、建造和製作海圖和所有水道測量出版物時採用類似方法的可取性；以最方便的形式呈現結果，使其易於使用；建立所有國家之間相互交換水文資訊的快速系統；並為世界各地的水文專家就水文主題進行磋商和討論提供機會」。
1919年會議的結果是，成立了一個常設組織並制定了其運作章程。國際航道局（現為國際海道測量組織）於1921年開始活動，有 18 個國家為成員。摩納哥公國被選為本組織所在地，是由於摩納哥阿爾貝一世提出為主席團在公國提供合適的住所。

## 會員國一覽
以下國家和地區為IHO會員:
| - 阿尔巴尼亚 - 阿尔及利亚 - 安哥拉 - 阿根廷 - 巴林 - 比利时 - 巴西 - 保加利亚 - 喀麦隆 - 加拿大 - 智利 - 中国 - 哥伦比亚 - 古巴 - 賽普勒斯 - 朝鮮民主主義人民共和國 - 刚果民主共和国 - 丹麦 - 埃及 - 爱沙尼亚 - 斐济 - 芬兰 - 法國 - 德国 | - 希腊 - 冰島 - 印度 - 印度尼西亞 - 伊朗 - 伊拉克 - 愛爾蘭 - 義大利 - 牙买加 - 日本 - 科威特 - 拉脫維亞 - 黎巴嫩 - 马来西亚 - 馬爾他 - 模里西斯 - 墨西哥 - 摩納哥 - 蒙特內哥羅 - 摩洛哥 - 莫桑比克 - 緬甸 - 荷蘭 - 新西兰 - 奈及利亞 - 挪威 - 阿曼 - 巴基斯坦 - 秘魯 - 菲律賓 | - 波蘭 - 葡萄牙 - 大韓民國 - 羅馬尼亞 - 俄羅斯 - 萨摩亚 - 沙烏地阿拉伯 - 塞爾維亞（暂停） - 塞舌尔 - 新加坡 - 斯洛維尼亞 - 所罗门群岛 - 南非 - 西班牙 - 斯里蘭卡 - 苏里南 - 瑞典 - 叙利亚（暂停） - 泰國 - 千里達及托巴哥 - 突尼西亞 - 土耳其 - 乌克兰 - 阿联酋 - 英国 - 美国 - 乌拉圭 - 委內瑞拉 - 越南 |

## 参見
- 国际航标协会（英语：International Association of Marine Aids to Navigation and Lighthouse Authorities）

## 外部連結
- International Hydrographic Organization (IHO)